# Andrés Steven Rodríguez
Andrés Steven Rodríguez (Medellín, Antioquia, Colombia; 13 de octubre de 1998), más conocido como Tití Rodríguez, es un futbolista colombiano. Juega como delantero  y su equipo actual es el Junior de Barranquilla de la Categoría Primera A de Colombia.

## Inicios
Sus inicios en el fútbol se dieron en las divisiones inferiores del Independiente Medellín, en las que siempre se destacó como goleador en torneos como el Torneo Nacional Sub-20 y la Liga Antioqueña de Fútbol.

### Independiente Medellín
Para el primer semestre de 2019, gracias a sus destacadas actuaciones en las divisiones inferiores, fue ascendido al primer equipo del Independiente Medellín.  Debutó profesionalmente con el primer equipo del Independiente Medellín el 29 de enero de 2019 en el partido válido por la segunda fecha de la Liga Águila - 1 ante la La Equidad bajo la dirección técnica de Octavio Zambrano en el empate 1-1.

### Itagüí Leones
El 15 de enero del 2021 fue cedido al Itagüí Leones para disputar la primera temporada de la Categoría Primera B, donde tuvo una excelente actuación quedando máximo goleador del torneo con 16 tantos en 19 partidos jugados. 

### Sri Pahang FC
Continuó su período de préstamo para unirse al Superliga de Malasia lado Sri Pahang FC el 29 de mayo del 2022 en un acuerdo de préstamo de 6 meses con opciones de compra o extensión del préstamo.

### Alianza Petrolera
En 2023 llega a préstamo al conjunto de Barrancabermeja logrando clasificar al equipo dentro de los ocho quedando de octavo, si bien el equipo no pudo clasificar los petroleros a la final sí logró ser figura en el primer semestre al marcar 8 goles en 25 partidos.

### Junior de Barranquilla
Llega cedido al equipo barranquillero en el segundo semestre de 2023 donde ha hecho actuaciones aceptables marcando su primer gol en el clásico costeño el cual ganó con un marcador de 7 a 1 marcando el séptimo gol de Junior aunque poco después se iría expulsado.

## Estadísticas
| Club                              | Div.          | Temporada     | Liga  | Liga  | Copas Nacionales | Copas Nacionales | Copas Internacionales | Copas Internacionales | Total | Total |
| Club                              | Div.          | Temporada     | Part. | Goles | Part.            | Goles            | Part.                 | Goles                 | Part. | Goles |
| --------------------------------- | ------------- | ------------- | ----- | ----- | ---------------- | ---------------- | --------------------- | --------------------- | ----- | ----- |
| Independiente Medellín · Colombia | 1.ª           | 2019          | 8     | 1     | 1                | 0                | —                     | —                     | 9     | 1     |
| Independiente Medellín · Colombia | 1.ª           | 2020          | 8     | 0     | —                | —                | 2                     | 0                     | 10    | 0     |
| Independiente Medellín · Colombia | 1.ª           | 2022          | 3     | 0     | 2                | 0                | —                     | —                     | 5     | 0     |
| Independiente Medellín · Colombia | Total         | Total         | 19    | 1     | 3                | 0                | 2                     | 0                     | 24    | 1     |
| Itagüí Leones · Colombia          | 2.ª           | 2021          | 21    | 16    | 2                | 0                | —                     | —                     | 23    | 16    |
| Itagüí Leones · Colombia          | Total         | Total         | 21    | 16    | 2                | 0                | 0                     | 0                     | 23    | 16    |
| Envigado F. C. · Colombia         | 1.ª           | 2021          | 14    | 2     | 1                | 0                | —                     | —                     | 15    | 2     |
| Envigado F. C. · Colombia         | Total         | Total         | 14    | 2     | 1                | 0                | 0                     | 0                     | 15    | 2     |
| Sri Pahang Malasia                | 1.ª           | 2022          | 13    | 9     | 3                | 3                | —                     | —                     | 16    | 12    |
| Sri Pahang Malasia                | Total         | Total         | 13    | 9     | 3                | 3                | 0                     | 0                     | 16    | 12    |
| Alianza Petrolera · Colombia      | 1.ª           | 2023          | 22    | 6     | 3                | 2                | —                     | —                     | 25    | 8     |
| Alianza Petrolera · Colombia      | Total         | Total         | 22    | 6     | 3                | 2                | 0                     | 0                     | 25    | 8     |
| Junior · Colombia                 | 1.ª           | 2023          | 14    | 4     | 1                | 0                | —                     | —                     | 15    | 4     |
| Junior · Colombia                 | 1.ª           | 2024          | 35    | 8     | 2                | 1                | 4                     | 0                     | 41    | 9     |
| Junior · Colombia                 | 1.ª           | 2025          | 28    | 8     | 2                | 0                | 1                     | 0                     | 31    | 8     |
| Junior · Colombia                 | Total         | Total         | 77    | 20    | 5                | 1                | 5                     | 0                     | 87    | 21    |
| Total carrera                     | Total carrera | Total carrera | 166   | 54    | 17               | 6                | 7                     | 0                     | 190   | 60    |

## Palmarés

### Campeonatos nacionales
| Título              | Equipo                 | País     | Año  |
| ------------------- | ---------------------- | -------- | ---- |
| Copa Colombia       | Independiente Medellín | Colombia | 2019 |
| Categoría Primera A | Junior                 | Colombia | 2023 |

### Distinciones individuales
| Distinción                                      | Año  |
| ----------------------------------------------- | ---- |
| Goleador del Torneo Primera B 2021-I (16 goles) | 2021 |